# Marianthus drummondianus
Marianthus drummondianus là một loài thực vật có hoa trong họ Pittosporaceae. Loài này được (Putt.) Benth. mô tả khoa học đầu tiên năm 1863.